# 廖純
廖純（1442年—？），字乾順，江西臨江府新喻縣人，民籍，明朝政治人物。

## 生平
江西鄉試第二十六名舉人。成化十七年（1481年）中式辛丑科會試第二十三名，三甲第一百二十九名進士。

## 家族
曾祖廖時中；祖父廖正寅；父廖同道，母何氏。慈侍下。